# Timothy B. Spahr
Timothy Bruce Spahr (nacido en 1970) es un astrónomo estadounidense que trabaja en el Centro de astrofísica Harvard-Smithsonian, conocido por ser el descubridor de 58 asteroides, 3 cometas y 2 satélites.
Desde el año 2000 al 2004 trabajó en el Centro de astrofísica Harvard-Smithsonian del MPC. Desde septiembre de 2006 hasta diciembre de 2014 fue director del Centro de Planetas Menores.

## Descubrimientos
El MPC le acredita un total de 58 asteroides entre 1993 y 2002 de los cuales 57 han sido descubiertos en solitario y uno de ellos descubierto en 1994 en colaboración con su colega C. W. Hergenrother. Además de estos es responsable del descubrimiento de tres cometas: los cometas periódicos 171P/Spahr y 242P/Spahr y el cometa de largo periodo C/1996 R1 Hergenrother-Spahr.
Además es responsable del codescubrimiento de dos satélites: el satélite de Júpiter Calírroe y el satélite de Saturno : Albiorix.
| Asteroides descubiertos: 58                          | Asteroides descubiertos: 58 |
| ---------------------------------------------------- | --------------------------- |
| (6534) Carriepeterson                                | 24 de febrero de 1995       |
| (7200) 1994 NO                                       | 8 de julio de 1994          |
| (7476) Ogilsbie                                      | 14 de abril de 1993         |
| (7605) Cindygraber                                   | 21 de septiembre de 1995    |
| (7783) 1994 JD                                       | 4 de mayo de 1994           |
| (7784) Watterson                                     | 5 de agosto de 1994         |
| (7835) Myroncope                                     | 16 de junio de 1993         |
| (7885) Levine                                        | 17 de mayo de 1993          |
| (8404) 1995 AN                                       | 1 de enero de 1995          |
| (8563) 1995 US                                       | 19 de octubre de 1995       |
| (8893) 1995 KZ                                       | 23 de mayo de 1995          |
| (9772) 1993 MB                                       | 16 de junio de 1993         |
| (9799) 1996 RJ                                       | 8 de septiembre de 1996     |
| (10187) 1996 JV                                      | 12 de mayo de 1996          |
| (10862) 1995 QE2                                     | 26 de agosto de 1995        |
| (11596) Francetic                                    | 26 de mayo de 1995          |
| (12008) Kandrup                                      | 11 de octubre de 1996       |
| (12404) 1995 QW3                                     | 31 de agosto de 1995        |
| (13155) 1995 SB1                                     | 19 de septiembre de 1995    |
| (13617) 1994 YA2                                     | 29 de diciembre de 1994     |
| (14472) 1993 SQ14                                    | 22 de septiembre de 1993    |
| (16708) 1995 SP1                                     | 21 de septiembre de 1995    |
| (17601) Sheldonschafer                               | 19 de septiembre de 1995    |
| (17602) Dr. G.                                       | 19 de septiembre de 1995    |
| (17609) 1995 UR                                      | 18 de octubre de 1995       |
| (17633) 1996 JU                                      | 11 de mayo de 1996          |
| (17644) 1996 TW8                                     | 10 de octubre de 1996       |
| (18513) 1996 TS5                                     | 7 de octubre de 1996        |
| (21228) 1995 SC                                      | 20 de septiembre de 1995    |
| (21268) 1996 KL1                                     | 22 de mayo de 1996          |
| (22449) Ottijeff                                     | 1 de noviembre de 1996      |
| (24827) Maryphil                                     | 2 de septiembre de 1995     |
| (26167) 1995 SA1                                     | 18 de septiembre de 1995    |
| (30980) 1995 QU3                                     | 31 de agosto de 1995        |
| (30981) 1995 SJ4                                     | 25 de septiembre de 1995    |
| (32859) 1993 EL                                      | 15 de marzo de 1993         |
| (32896) 1994 NM2                                     | 12 de julio de 1994         |
| (37652) 1994 JS1                                     | 4 de mayo de 1994           |
| (37721) 1996 TX8                                     | 10 de octubre de 1996       |
| (39646) 1995 SK4                                     | 26 de septiembre de 1995    |
| (43891) 1995 SQ1                                     | 21 de septiembre de 1995    |
| (46678) 1996 TZ8                                     | 12 de octubre de 1996       |
| (48717) 1996 RR5                                     | 15 de septiembre de 1996    |
| (52471) 1995 SG4                                     | 26 de septiembre de 1995    |
| (52529) 1996 RQ                                      | 7 de septiembre de 1996     |
| (58373) Albertoalonso                                | 19 de septiembre de 1995    |
| (65813) 1996 TT5                                     | 7 de octubre de 1996        |
| (69405) 1995 SW48                                    | 30 de septiembre de 1995    |
| (69410) 1995 UB3                                     | 23 de octubre de 1995       |
| (73762) 1994 LS                                      | 3 de junio de 1994          |
| (85332) 1995 SH4                                     | 29 de septiembre de 1995    |
| (96268) Tomcarr                                      | 20 de septiembre de 1995    |
| (134372) 1995 SB4                                    | 25 de septiembre de 1995    |
| (136704) 1995 TW                                     | 13 de octubre de 1995       |
| Codescubrimientos realizados por Timothy B. Spar: 1. |                             |

| Cometas descubiertos: 3        | Cometas descubiertos: 3         |
| ------------------------------ | ------------------------------- |
| 171P/Spahr                     | Cometa de la familia de Júpiter |
| 242P/Spahr                     | Cometa de la familia de Júpiter |
| C/1996 R1 (Hergenrother-Spahr) | Cometa no periódico             |

## Epónimos
El asteroide de la familia Flora (2975) Spahr descubierto en 1970 por Hejno Potter y A. Lokalov fue nombrado en su honor.